# Illatszertár
Az  Illatszertár 1987-ben bemutatott magyar tévéjáték, ami László Miklós azonos című műve alapján készült.

## Tartalom
A tévéfilm az 1930-as évek végén játszódik a Hammerschmidt illatszertárban. Az üzlet tulajdonosa, Hammerschmidt úr (Bodrogi Gyula) tudja, hogy felesége megcsalja valakivel az alkalmazottak közül, de nem biztos benne, hogy kivel. Hammerschmidt Asztalos úrra (Kern András) gyanakszik, akivel emiatt egyre barátságtalanabbul viselkedik, és végül ki is rúgja. Végül azonban egy magánnyomozó (Usztics Mátyás) még aznap kideríti, hogy a valódi tettes Kardos úr (Szacsvay László). Hammerscmidt ezután öngyilkosságot kísérel meg, amit csak Árpád, a kifutófiú (Rudolf Péter) akadályoz meg az érkezésével.
Két nappal később Hammerschmidt behívatja magához Asztalost, akitől bocsánatot kér, és visszaveszi az üzletbe. Ugyanezen a napon Hammerschmidt dührohamot kap, mikor meglátja Kardos urat, és az idegességtől szívrohama lesz.
A történet másik szálán Asztalos úr rendszeresen rivalizál Balázs kisasszonnyal (Pap Vera), az üzlet egy másik alkalmazottjával, akivel rendszeresen idegesítik egymást, és (amikor csak ketten vannak) hangosan veszekednek. Egyik ilyen alkalommal Balázs kisasszony felmutat egy köteg borítékot (miután Asztalos azt mondta neki, hogy őt nem lehet szeretni), amit a titkos imádójától kapott, aki annyira titokzatos, hogy még ő maga sem találkozott vele soha. Asztalos elolvassa a leveleket, és rájön, hogy azokat ő maga adta fel korábban, mivel ő is levelezésben áll egy nővel, akit még sosem látott. Asztalosban ekkor tudatosul, hogy ő már több éve Balázs kisasszonnyal  áll levelezésben, akit látva utál, látatlanban viszont szerelmes belé. Asztalos ezután nem tudja, mihez kezdjen, végül úgy dönt, amíg lehet, nem mondja el Balázs kisasszonynak az igazat. Amikor Hammerschmidt úr szívrohamot kap, az élménytől Balázs kisasszony is rosszul lesz, ekkor pedig csak Asztalos siet a segítségére, akivel ezután rendeződik a viszonya.

## Szereplők
- Hammerschmidt Miklós, a tulajdonos: Bodrogi Gyula
- Asztalos úr: Kern András
- Sipos úr: Benedek Miklós
- Balázs kisasszony (Balázs Róza): Pap Vera
- Kardos úr (Kardos István, az eredetiben Kádár úr): Szacsvay László
- Árpád, a kifutófiú: Rudolf Péter
- Molnár kisasszony, a pénztárosnő: Kovács Nóra
- Rátz kisasszony: Ráckevei Anna
- Magándetektív: Usztics Mátyás